# 藤田能国
藤田 能国（ふじた よしくに）は、鎌倉時代前期の武士。

## 生涯
武蔵七党猪俣党の一族で武蔵国榛沢郡藤田郷を名字の地とする藤田三郎行康の嫡男。行康は寿永3年（1184年）一ノ谷の戦いで戦死したが、源頼朝よりその功績を賞されて特に父の遺跡の継承を認められた。建久3年（1192年）には改めて旧領が安堵されるとともに、父活躍の地である摂津国八部郡生田森を与えられた。また弓馬の芸を継承したことを認められ、子孫によく伝承させるよう命じられている。建久6年（1195年）頼朝の上洛に随行。
承久3年（1221年）承久の乱では北条泰時軍に加わる。幕府軍が入京すると後鳥羽上皇は、乱は天皇の意向ではないとする弁明の院宣を幕府軍へ発した。泰時が院宣を判読できる人物を軍中から募ると、勅使河原則直より「文博士者」であると推薦されたため、能国は院宣を拝読する栄誉に預かった。能国と同人ないし親族かは不明だが、乱で戦功のあった武士の中に藤田兵衛尉・同新兵衛尉の名が、乱後に淡路国津名郡塩田荘の新補地頭として藤田兵衛尉の名が見られる。